# St. Peter und St. Margarethe (Laudesfeld)

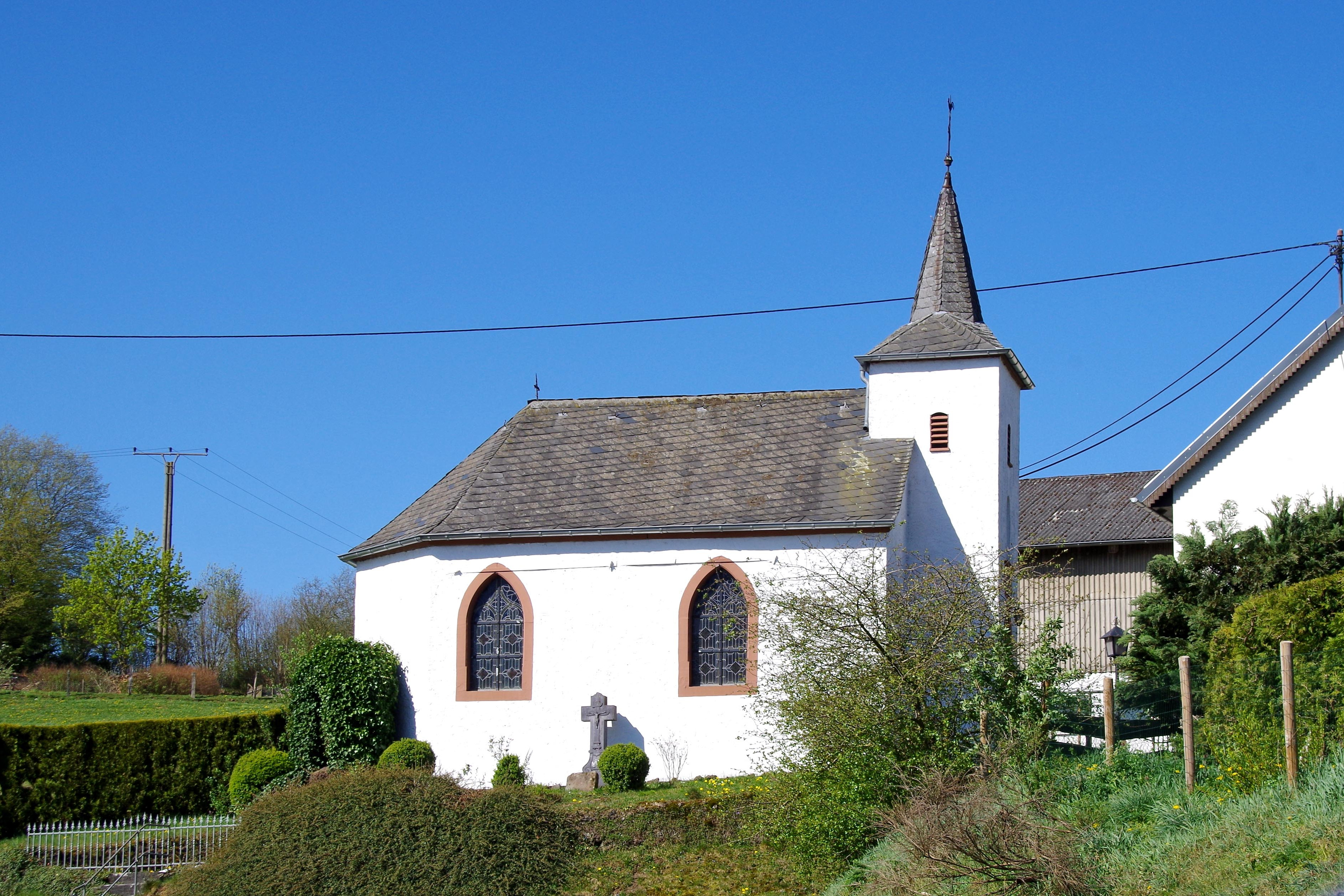
Kirche St. Peter und St. Margarethe in Laudesfeld

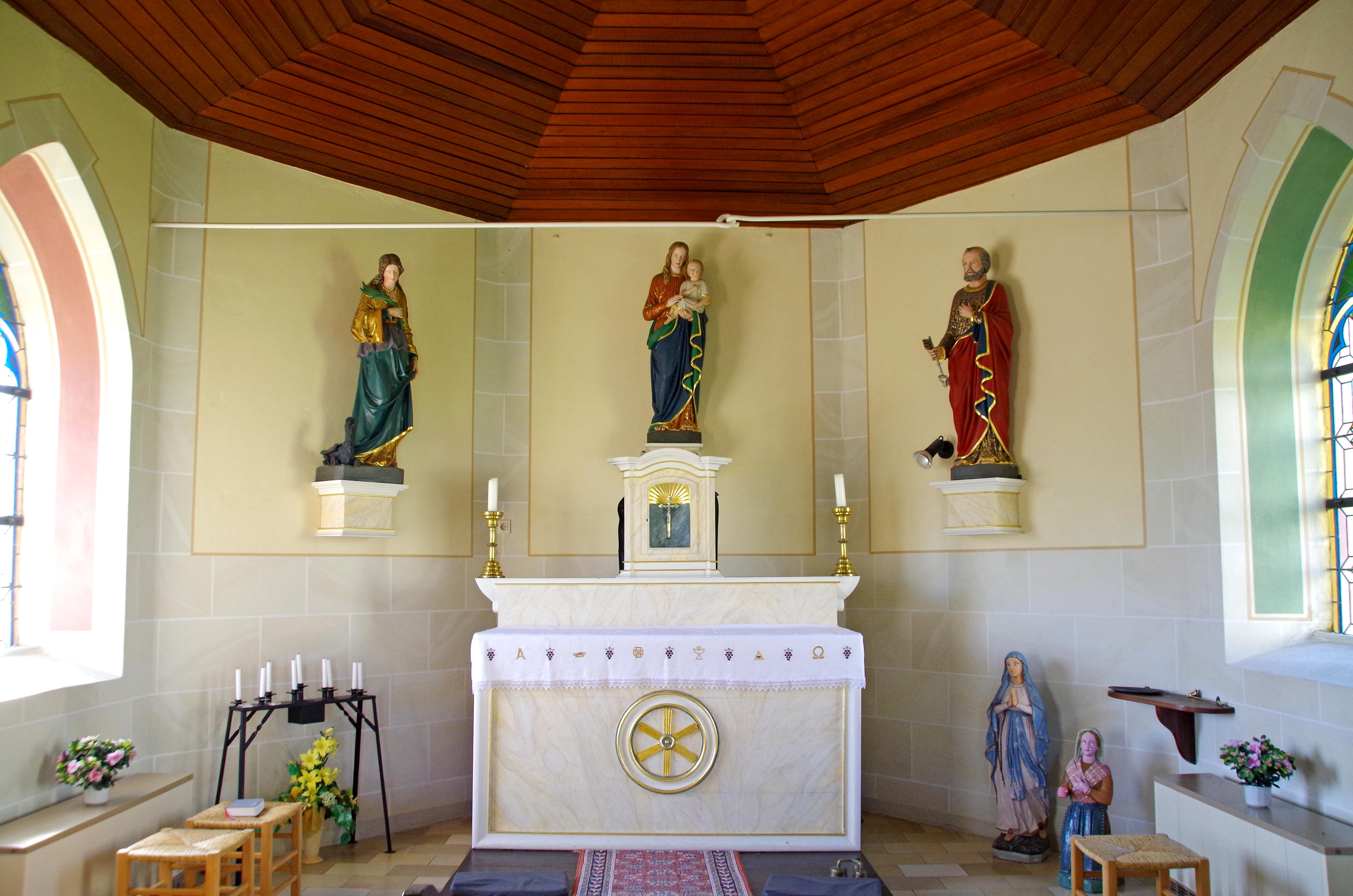
Innenansicht

Die katholische Pfarrkirche St. Peter und St. Margarethe in Laudesfeld, einem Ortsteil der Ortsgemeinde Auw bei Prüm im Eifelkreis Bitburg-Prüm in Rheinland-Pfalz, wurde von 1859 bis 1861 mit Mitteln, die das Ehepaar Henrichs der Kirchengemeinde zur Verfügung stellte, errichtet. Die Kirche bei Haus Nr. 20 ist ein geschütztes Kulturdenkmal. 
Durch den Glockenturm betritt man die Saalkirche. Über der Eingangstür ist eine Tafel angebracht, die auf die Stifter und das Erbauungsjahr hinweist.
Hinter dem Chor befindet sich eine Mariengrotte. Diese wurde Mitte der 1950er-Jahre erbaut.